# Gobierno y política de Montserrat
La Isla de Montserrat es una dependencia británica del Caribe. El primer ministro en 1979 declaró que la independencia se lograría en 1982 pero la actual dependencia acentuada tras la erupción del volcán ha postergado esta discusión. Montserrat es miembro de la Comunidad del Caribe y de la Organización de Estados del Caribe Oriental.

## Poder ejecutivo
El jefe de estado es el Rey Carlos III del Reino Unido, representada por el gobernador. El jefe de gobierno es el primer ministro de Montserrat. El gabinete está formado por el gobernador, el premier, otros tres ministros, el fiscal general y el secretario de Finanzas. En cuanto a las elecciones, el gobernador es nombrado por la Reina, mientras que el premier es el líder del principal partido tras las elecciones legislativas.

## Poder legislativo
El poder legislativo recae en la Asamblea Legislativa de naturaleza unicameral consta de 11 miembros, 9 de los cuales se eligen por votación popular y los 2 restantes miembros son ex officio el secretario de Finanzas y el fiscal general. La constitución data de 27 de septiembre de 2011.

## Poder judicial
La corte de mayor jerarquía es la Suprema Corte del Caribe Oriental con base en la isla de Santa Lucía. Un residente de este tribunal procede de la isla y es el que decide sobre asuntos de la isla.